# フレッシュサウンズコンテスト
フレッシュサウンズコンテスト（Fresh Sounds Contest）は、1977年から1990年代初頭にかけて、東京放送（TBSラジオ）と日本コカ・コーラの主催で開かれていたアマチュア歌手・バンドのコンテスト。略称はフレコン。
当時、ヤマハ音楽振興会が主催していた「ヤマハポピュラーソングコンテスト」（ポプコン）→「TEENS' MUSIC FESTIVAL」（TMF）の運営に、TBSとはライバル関係に当たるニッポン放送が深く関わっていたことから、それに対抗すべく開催されていた。JRN地方基幹局（HBC、TBC、TBS、CBC、ABC、RCC、KBC（=KBCのみNRNのみ加盟）がそれぞれ担当）において開かれる地区大会の上位入賞者が、ブロック大会を経て全国大会に進出しグランプリを競った。
またポプコン→TMFの連動番組として『コッキーポップ』→『ぽっぷん王国』が存在したのに対抗して、本コンテストも『Sounds With Coke』という連動番組を持ち、山下達郎（1982年4月 - 1983年3月）やTM NETWORK（1989年4月 - 1991年3月）などがパーソナリティを務めていた。
ポプコン同様に、1980年代においては“若手歌手・バンドの登龍門”とされ、このコンテストでの受賞をきっかけにメジャーデビューを果たしたアーティストは少なくない。

## 主な受賞者
- TM NETWORK（1983年・グランプリ）※グランプリ大会会場は中野サンプラザ
- 田中義剛（1980年・審査員特別賞）
- 大塚純子（1986年・金賞）
- ZIG ZAG（1984年・グランプリ）※グランプリ大会会場は渋谷公会堂
- フルーツパラダイス（1986年・グランプリ）